# Долина Верхнього Середнього Рейну
Долина Верхнього Середнього Рейну — 65-кілометрова ділянка Рейну між Кобленцом і Бінгеном, яка розташована в Німеччині на території федеральних земель Рейнланд-Пфальц і Гессен. У червні 2002 року додана до списку об'єктів Світової спадщини ЮНЕСКО завдяки унікальному поєднанню геологічних, історичних, культурних і промислових факторів.
Скелі, що сформувалися в регіоні за часи девонського періоду, відомі як рейнські фації. Цей тип осадової гірської породи складається переважно з шунгіту та містить копалини. Скелі зазнали значного складкоутворення протягом кам'яновугільного періоду. Ущелина утворилася протягом набагато пізнішого підняття, унаслідок чого річка опинилася в оточенні крутих 200-метрових пагорбів, найвідоміший з яких — це Лореляй.
Ущелина забезпечує існування власного мікроклімату, а також слугує коридором для видів, що в регіоні більше ніде не зустрічаються. Схили пагорбів протягом тривалого часу використовувалися як рільницькі тераси, зокрема для виноградарства, для якого на південних схилах існують сприятливі умови. Більшість виноградників належить до винного регіону Міттельрайн, але найпівденніші з них належать до Райнгау та Нае.
Починаючи з доісторичних часів річка Рейн є важливим торговельним маршрутом до Центральної Європи, уздовж її берегів розрослися невеликі поселення. Через обмеженість у своєму розмірі багато з цих містечок досі зберігають історичний дух. У міру збагачення з'явилися численні замки, і долина стала ключовим регіоном Священної Римської імперії. Вона була центром Тридцятилітньої війни, унаслідок якої на місці багатьох замків лишилися руїни, які сьогодні є одними з найбільших цікавинок для круїзних суден, що курсують річкою. Долина, яка колись утворювала кордон із Францією, у XIX сторіччі після Наполеонівських війн стала частиною Пруссії, а її ландшафти стали квінтесенцією образу Німеччини.
Ця ділянка Рейну широко присутня у фольклорі. В опері Загибель богів місцем дії слугує вигаданий замок, розташований у цій долині. Під час щорічного фестивалю Рейн у вогні запускаються вражаючі феєрверки в Кобленці (у серпні) та в Занкт-Гоарі (у вересні), які найкраще видно з човнів.

## Міста й містечка в долині
- Кобленц (захід+схід)
- Ланштайн (схід)
- Ренс (захід)
- Браубах (схід)
- Боппард (захід)
- Занкт-Гоарсгаузен (схід) і майже рівно навпроти
- Занкт-Гоар (захід) біля скелі Лореляй (схід)
- Обервезель (захід)
- Кауб (схід)
- Бахарах (захід)
- Лорх (схід)
- Бінген (захід)
- Рюдесгайм (схід)